# Mjamaoué
Mjamaoué är en ort i Komorerna.   Den ligger i distriktet Anjouan, i den centrala delen av landet, 130 km öster om huvudstaden Moroni. Mjamaoué ligger 12 meter över havet och antalet invånare är 1 490. Den ligger på ön Anjouan.
Terrängen runt Mjamaoué är kuperad. Havet är nära Mjamaoué åt nordväst.  Närmaste större samhälle är Sima, 3,6 km väster om Mjamaoué. I omgivningarna runt Mjamaoué växer i huvudsak städsegrön lövskog.